# John William Finn

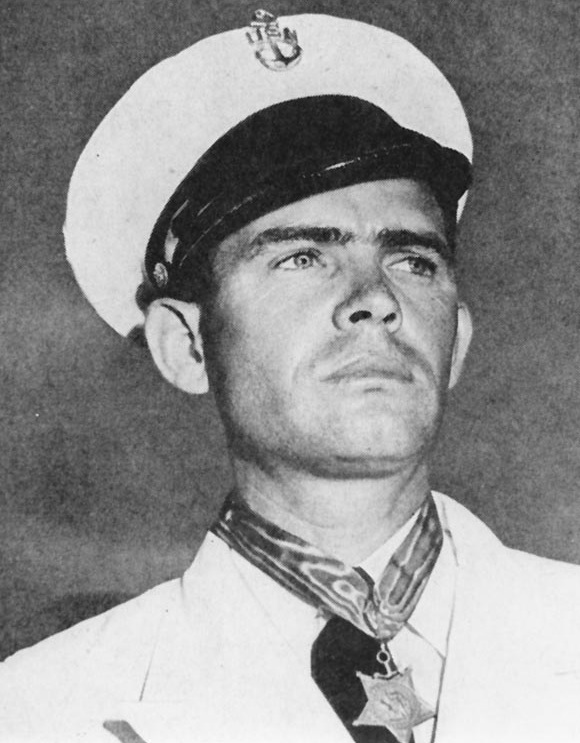
John William Finn

John William Finn (23 de julho de 1909 - 27 de maio de 2010) foi um militar suboficial da Marinha dos Estados Unidos que recebeu a mais alta condecoração militar dos Estados Unidos, a Medalha de Honra, por suas ações durante o ataque a Pearl Harbor na Segunda Guerra Mundial.